# Jodis praerupta
Jodis praerupta är en fjärilsart som beskrevs av Butler 1878. Jodis praerupta ingår i släktet Jodis och familjen mätare. Inga underarter finns listade i Catalogue of Life.